# Tajik Air
Tajik Air (früher Tajikistan Airlines) ist die staatliche Fluggesellschaft Tadschikistans mit Sitz in Duschanbe und Basis auf dem Flughafen Duschanbe. Sie war zusammen mit dem Flughafen Duschanbe Teil der Aviation Company of Tajikistan OSHC.
Die Fluggesellschaft stellte im Januar 2019 vorübergehend ihren Betrieb ein. Im Dezember 2019 wurden wieder internationale Flüge mit einer Boeing 767 angeboten.

## Geschichte
Die Fluggesellschaft ging aus der Aeroflot hervor, die im Jahr 1991 aufgespalten wurde und ihre lokalen Abteilungen in die Selbständigkeit entlassen hatte. Hieraus ging auch die neu gegründete Tajikistan Airlines hervor. Im Jahr 2007 wurde das Unternehmen in Tajik Air umbenannt und war bis zur vorläufigen Einstellung des Betriebes im Januar 2019 die nationale Fluggesellschaft des Landes.

## Flugziele
Tajik Air bediente vor allem Ziele in Zentralasien. In Europa wurde Istanbul angeflogen. Im Dezember 2019 wurden Charterflüge durchgeführt und Flüge nach Moskau und Delhi angekündigt. Seit 2019 wurden wegen finanzieller Schwierigkeiten keine Flüge mehr durchgeführt, allerdings wurde im Februar 2023 angekündigt, den Flugbetrieb in Zukunft wieder aufzunehmen.

## Flotte

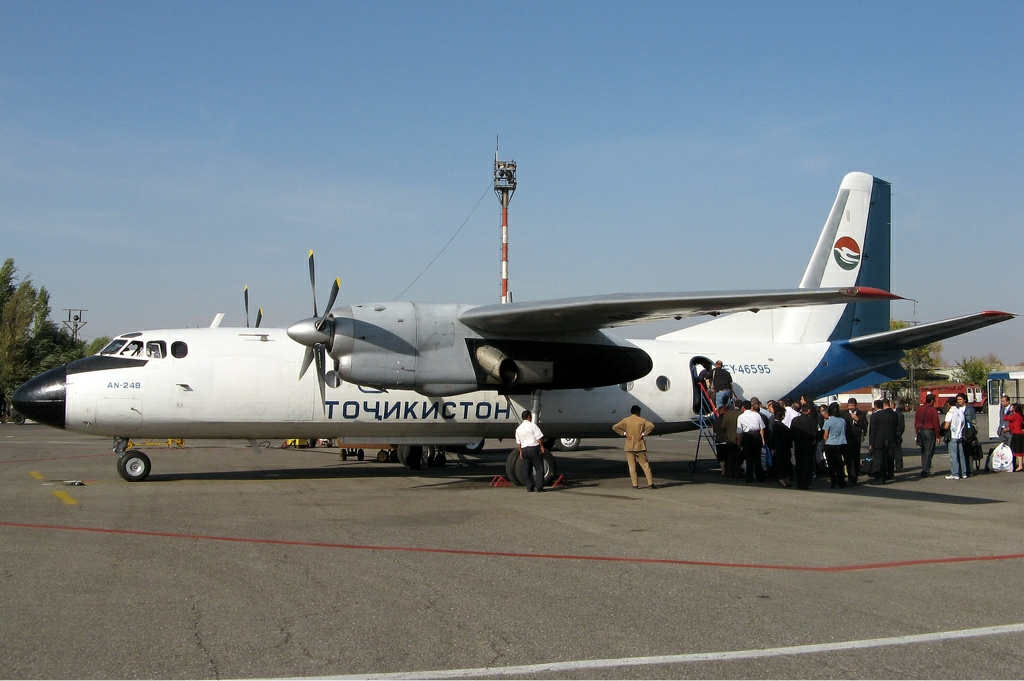
Antonow An-24 der Tajik Air

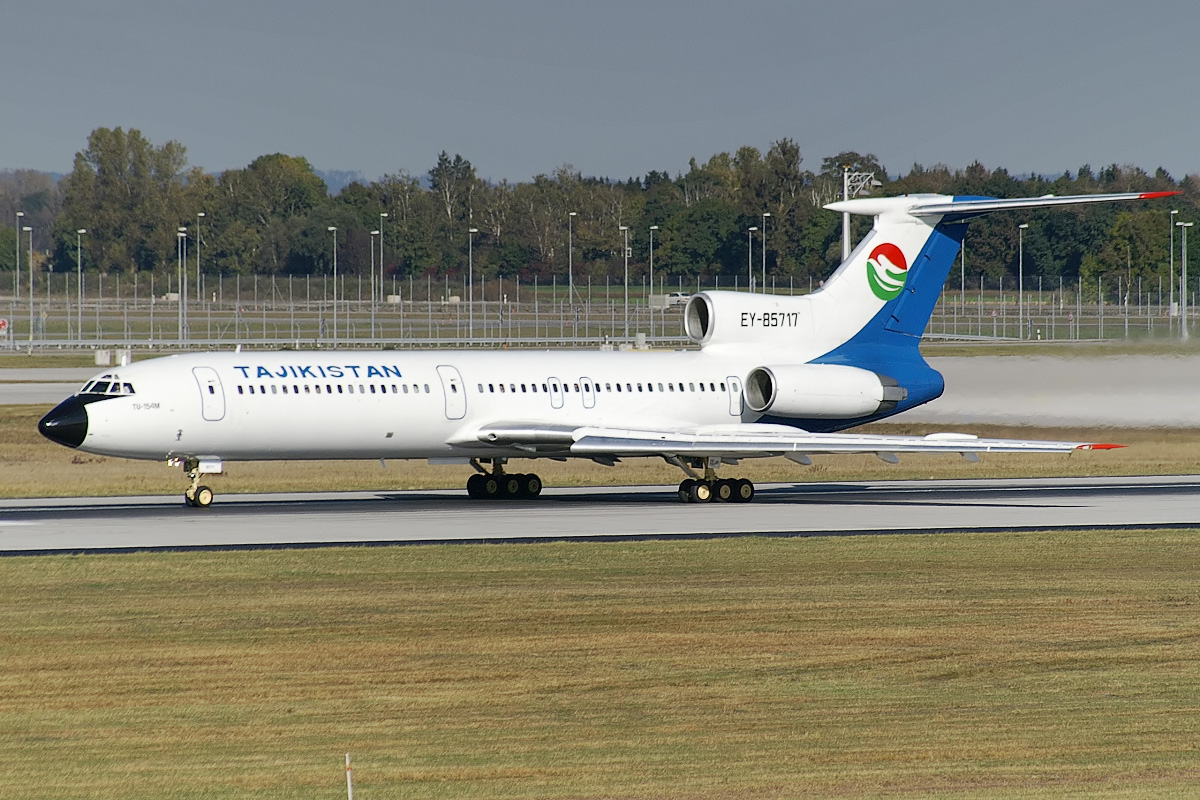
Tupolew Tu-154M der Tajik Air

Derzeit besitzt Tajik Air keine Flugzeuge. Die im Sommer 2019 durchgeführten Flüge wurden in einer Boeing 767 durchgeführt. Außerdem wurden im Dezember 2022 Leasingverträge für drei Maschinen der A320-Familie verkündet, davon zwei A319 und ein A321.
In der Vergangenheit betrieb Tajik Air auch Antonow An-28, Boeing 737-800, Boeing 747-SP, Tupolew Tu-134, Mil Mi-8, Tupolew Tu-154M und Lockheed L-1011 TriStar.

## Zwischenfälle
- Am 17. Juni 1993 stürzte eine Antonow An-26 während des Flugs von Batumi in Georgien nach Baku in Aserbaidschan ab, nachdem sie in Turbulenzen geriet. Alle 33 Insassen starben.[6]

- Am 28. August 1993 zwangen Terroristen die Besatzung einer für 32 Passagiere ausgelegten Jakowlew Jak-40 der Tajikistan Airlines (EY-87995) auf dem Flughafen der Stadt Chorugh (Tadschikistan), das Flugzeug mit 86 Personen zu füllen. Die Crew wurde vor die Wahl gestellt, vor Ort erschossen zu werden oder das Flugzeug zu fliegen. Während des Starts hob das Bugfahrwerk ab, das Flugzeug jedoch nicht. Die Piloten brachen den Start nicht ab; die Jak-40 schoss daraufhin über das Startbahnende hinaus und das linke Hauptfahrwerksbein traf einen flachen Erdwall, ca. 150 Meter hinter dem Ende der Startbahn. Weitere 60 Meter dahinter traf das rechte Hauptfahrwerksbein einen kleinen Bunker aus Beton.  Schließlich stürzte das Flugzeug um 10:46 Uhr in den Fluss Pandsch bei Chorugh und zerbrach. Bei dem Unfall kamen 82 Personen ums Leben (zwei Personen erlagen ihren Verletzungen später im Spital) und vier Passagiere wurden verletzt. Es war der schwerste Flugunfall mit einer Jakowlew Jak-40 und der schwerste in Tadschikistan (siehe auch Flugunfall der Tajikistan Airlines nahe Chorugh).[7]

- 15. Dezember 1997: In Schardscha in den Vereinigten Arabischen Emiraten stürzte eine Tu-154 aus Tadschikistan kommend wegen zu niedrigen Landeanfluges ab. Von den 86 Insassen überlebte nur einer (siehe auch Tajikistan-Airlines-Flug 3183).[8][9]